# Polymorphanisus umbripes
Polymorphanisus umbripes är en nattsländeart som beskrevs av Barnard 1980. Polymorphanisus umbripes ingår i släktet Polymorphanisus och familjen ryssjenattsländor. Inga underarter finns listade i Catalogue of Life.